# Eva Dahlbeck
Eva Elisabet Dahlbeck, (8 de març de 1920 - 8 de febrer de 2008), fou una autora i actriu sueca.

## Biografia

### Primers anys
Eva Dahlbeck va néixer a Saltsjö-Duvnäs prop d'Estocolm. Va assistir a la prestigiosa escola de teatre del Dramatens elevskola de 1941 a 1944 i va actuar en el teatre de 1944 a 1964. Va realitzar el seu debut cinematogràfic en el paper de Botilla a Rid i natt! l'any 1942.
Entre els seus papers més notables en les pel·lícules sueques destaquen l'astuta periodista Vivi de la famosa "Kärlek och störtlopp" (1946), la mare obrera Rya-Rya en el drama "Bara en mor" (1949); la Sra. Larsson, la mare càlida de set persones a la popular pel·lícula infantil "Kastrullresan" (1950), i la jove mestra d'educació primària a Trots (1952).
A mitjan anys cinquanta Dahlbeck va ser una de les actrius més populars i reeixides de Suècia. Va ser reconeguda internacionalment per les seves fortes dones femenines en diverses pel·lícules d'Ingmar Bergman, especialment les seves comèdies Kvinnors väntan (1952), En lektion i kärlek (1954) i  Sommarnattens leende  (1955). El 1965 va guanyar el premi al Premi Guldbagge a la Millor Actriu pel seu paper en la pel·lícula Katts .
En els anys seixanta, Dahlbeck es va allunyar d'actuar quan va començar a escriure. Es va retirar de l'escenari el 1964 i va fer la seva aparició final a la pantalla en la pel·lícula danesa Tintomara, estrenada el 1970). Va publicar diverses novel·les i poemes a la seva Suècia natal, i va escriure el guió per a la pel·lícula fosca d'Arne Mattsson, Yngsjömordet, l'any 1966.
Dahlbeck es va casar amb Sven Lampell, un oficial de la força aèria, el 1944. El matrimoni va tenir dos fills. Va viure els darrers anys de la seva vida a Hässelby Villastad, Estocolm, on va morir als 87 anys.

## Novel·les literàries
- 1999 - Sökarljus
- 1996 - På kärlekens villkor: en vandring i ett laglöst land
- 1991 - Vapenhandlarens död: ett reportage från insidan
- 1988 - Serveto och den eviga elden
- 1980 - I våra tomma rum
- 1979 - Maktspråket
- 1976 - Saknadens dal
- 1974 - Hjärtslagen
- 1972 - Med seende ögon
- 1967 - Domen
- 1966 - Den sjunde natten: detaljer
- 1965 - Sista spegeln: preludier
- 1964 - Hem till kaos

## Filmografia
- 1970 - A Day at the Beach
- 1970 - Tintomara
- 1968 - Markurells i Wadköping (mini series)
- 1967 - People Meet and Sweet Music Fills the Heart
- 1965 - Morianerna
- 1965 - Kattorna
- 1964 - Älskande par
- 1964 - För att inte tala om alla dessa kvinnor
- 1960 - Kärlekens decimaler
- 1958 - Nära livet
- 1957 - Sommarnöje sökes
- 1956 - Sista paret ut
- 1955 - Sommarnattens leende
- 1955 - Kvinnodröm
- 1954 - En lektion i kärlek
- 1953 - Foreign Intrigue (TV series) (6 episodis; 1953–55)
- 1953 - Barabbas
- 1953 - The Village
- 1952 - Kvinnors väntan
- 1952 - Trots
- 1951 - Sköna Helena
- 1950 - Kastrullresan
- 1950 - Fästmö uthyres
- 1949 - Bara en mor
- 1948 - Eva
- 1948 - Var sin väg
- 1947 - Two Women
- 1946 - Kärlek och störtlopp
- 1945 - Den allvarsamma leken
- 1945 - Black Roses
- 1944 - Räkna de lyckliga stunderna blott
- 1942 - Ride Tonight!